# Courer
Un courer era un menestral que tenia l'ofici de treballar el coure o aram, per fer-ne atuells, sobretot de cuina. Treballava principalment amb coure, d'aquí ve el seu nom.
A Barcelona, al segle xv, hi havia un gremi de courers i de llautoners.